# المرو الروذي
المرو الروذي (و. القرن 9  م) هو عالم فلك، وباحث، ورياضياتي، ومنجّم من الدولة العباسية.